# Бигла (село)
Вижте пояснителната страница за други значения на Бигла.
Бигла (на македонска литературна норма: Бигла) е село в община Царево село на Северна Македония.

## География
Селото се намира в северното подножие на планината Голак.

## История
В началото на XX век Бигла е българско село в Кочанската каза на Османската империя. Според статистиката на Васил Кънчов („Македония. Етнография и статистика“) в 1900 година Бигла е почти чисто българско село с 600 души жители българи християни и 40 цигани.
Цялото християнско население на Бигла е под върховенството на Българската екзархия. По данни на секретаря на екзархията Димитър Мишев („La Macédoine et sa Population Chrétienne“) в 1905 година в Бигла има 736 българи екзархисти и функционират две прогимназиални и едно основно българско училище.
При избухването на Балканската война трима души от Бигла са доброволци в Македоно-одринското опълчение.
В 1924 година при Бигла чета на ВМРО, начело с войводата Дончо Христов, води целодневно сражение със сръбска потеря.
Според преброяването от 2002 година селото има 274 жители.
| Националност     | Всичко |
| северномакедонци | 272    |
| албанци          | 0      |
| турци            | 0      |
| роми             | 0      |
| власи            | 0      |
| сърби            | 2      |
| бошняци          | 0      |
| други            | 0      |

Църквата „Свети Георги“ е изградена в 1910 година. Поради руинираност, църквата е разрушена.

## Личности
Родени в Бигла
- Иван Цеков Иванов (1879 – след 1943), български революционер
- Мише Тръстински (? – 1924), деец на ВМРО, загинал в сражение със сръбска войска на 25 юли 1924 година[7]
- Спас Георгиев Соколов (1880 – след 1943), български революционер, деец на ВМОРО и ВМРО
- Станимир Иванов (? – 1925), български революционер
- Стоимир Иванов (? – 1923), деец на ВМРО, нелегален от 1920 година, четник на Ефрем Чучков, загинал в сражение в 1923 година край Бигла[7]
- Страшимир Иванов (1896 – 1925), български революционер

Починали в Бигла
- Димитър Домазетов (1905 – 1925), български общественик
- Коце Пейков (1873 – 1902), български революционер
- Темелко Харамията (1873 – 1902), четник при Коце Пейков, родом от Кочанско[8]